# Farol da Ponta dos Rosais

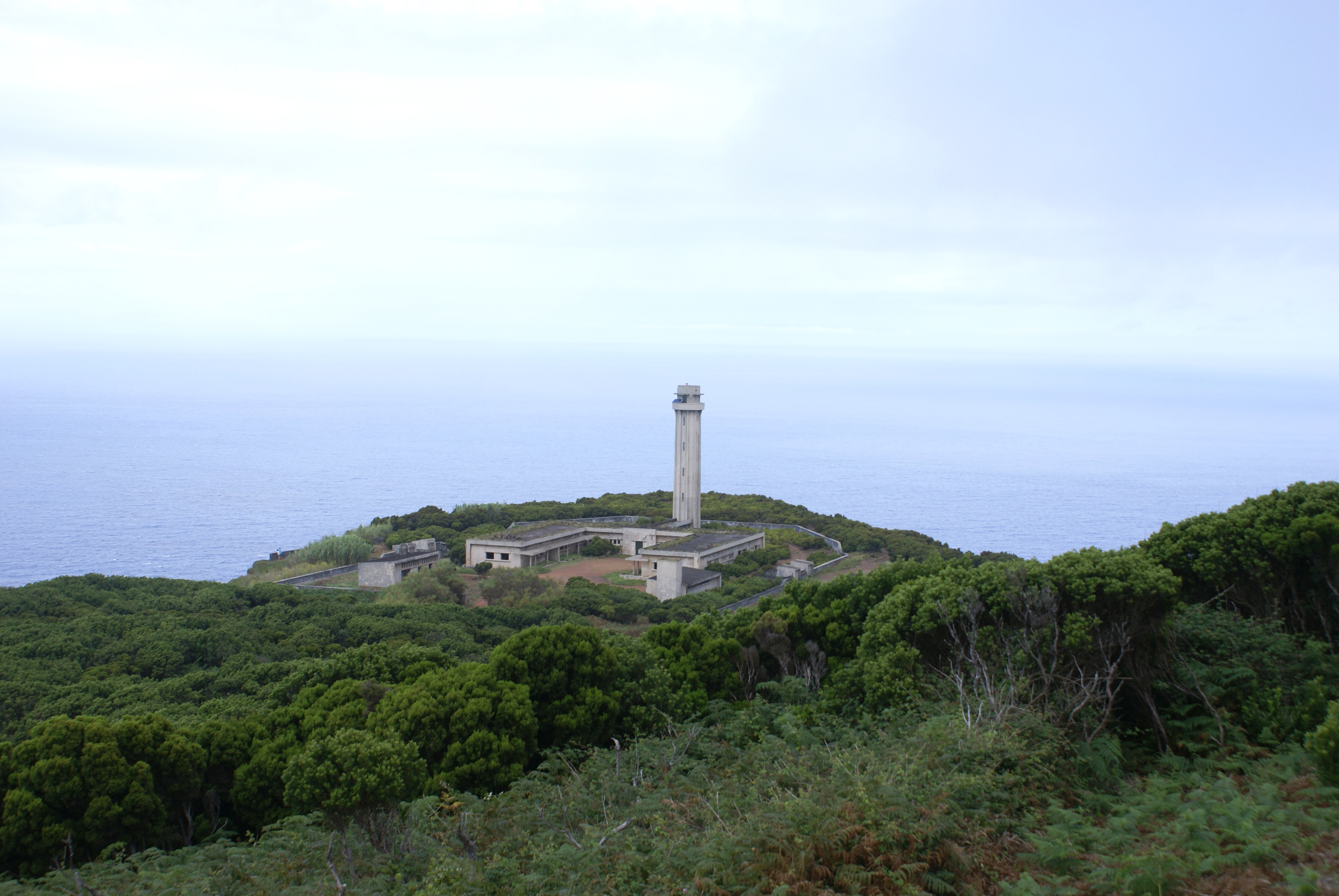
Enquadramento na paisagem do Farol dos Rosais

O Farol da Ponta dos Rosais é uma estrutura de sinalização marítima, constituída por um farol, residências para os faroleiros e edifícios de apoio, hoje totalmente arruinada, localizada no extremo noroeste da ilha de São Jorge, nos Açores.

## Características e história

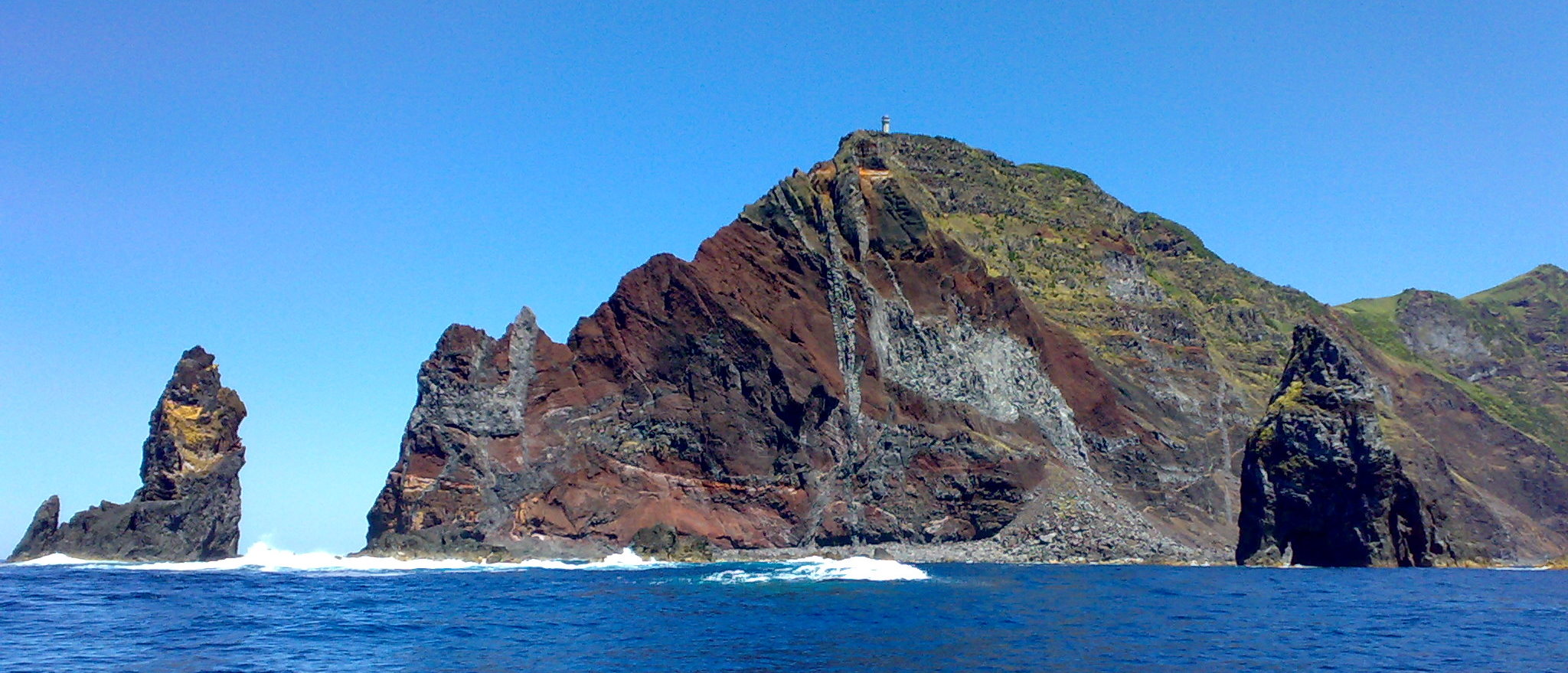
Ponta dos Rosais, ilha de São Jorge, Açores. Vista do mar as escarpas, com mais de 200 metros de altura, revelam-se espectaculares.

O Farol dos Rosais situa-se sobre espectaculares escarpas, a mais de 200 metros acima do nível do mar. Foi inaugurado a 1 de Maio de 1958, sendo na altura o melhor e tecnologicamente mais avançado farol da rede portuguesa. Foi residência de uma comunidade de meia dúzia de famílias, totalmente auto-suficiente em energia e água, dada a distância a que se encontra da freguesia dos Rosais, o povoado mais próximo.
Acabado de inaugurar, em 1964 foi temporariamente abandonado pelos seus habitantes aquando da crise sísmica dos Rosais e da erupção submarina que então ocorreu nas suas proximidades. Passada a crise, permaneceu habitado até 1 de Janeiro de 1980, sendo então definitivamente evacuado na sequência dos desabamentos de falésias provocados pelo terramoto de 1980. Passou a funcionar automaticamente após aquela data, deixando de emitir os seus relâmpagos por intervenção directa do homem em 5 de Julho de 1982. Em substituição do possante farol, no cimo da torre foi instalado um pequeno farolim alimentado a energia solar.
A partir do recinto do farol desfruta-se uma paisagem deslumbrante sobre os ilhéus dos Rosais, com as ilhas do Faial e Pico como pano de fundo. O local, os ilhéus e as falésias circundantes constituem um Sítio de Interesse Comunitário, criado ao abrigo da Directiva Habitats da União Europeia.

## Bibliografia

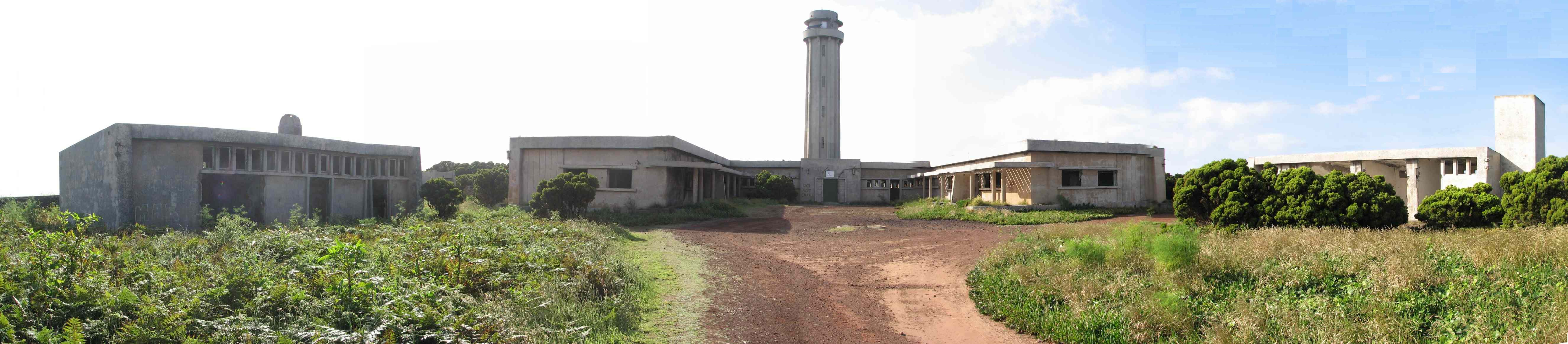
Enquadramento na paisagem do Farol dos Rosais